# Jun de Leon
Enrique "Jun" de Leon (1955 of 1956) is een Filipijns fotograaf.

## Biografie
June de Leon passie voor fotografie ontstond tijdens zijn studie Reclame aan de Faculteit der Schone Kunsten van de University of Santo Tomas. Naast zijn studie werkte hij als fotojournalist voor de Philippine Daily Express. Zijn eerste opdracht was een fotorapportage van drugsgebruik en prostitutie in Olongapo City. Bij de uitvoering ervan ging hij zover dat hij zelf ook drugs gebruikte om de gewenste foto's te kunnen maken. Hij werd voor vast aangenomen en werkte er tien jaar lang als fotograaf. Na verloop van tijd stopte hij met zijn studie om zich op het fotograferen te concentreren. De eerste periode was hij actief als nieuwsfotograaf. Later maakte hij de overstap naar modefotografie, toen hij mocht fotograferen voor het zondagsmagazine van de Daily Express. 
Later begon Jun de Leon voor zichzelf. Hij groeide uit tot een veelgevraagd fotograaf van Filipijnse bekendheden. In zijn carrière fotografeerde hij alle Filipijnse presidenten vanaf Ferdinand Marcos tot aan Benigno Aquino III. Ook fotografeerde hij in opdracht van grote bedrijven als ABS-CBN Corporation, San Miguel Corporation en Pepsi. In 2008 maakte hij in opdracht van Sony Ericsson openlucht-fototentoonstelling, samengesteld met foto's genomen met een 3.2-megapixel camera mobiele telefoon. Hij publiceerde veertien fotoboeken en maakte daarnaast ook twee korte films en twee muziekvideo's. 
Jun de Leon heeft acht kinderen uit zijn eerste huwelijk. Na een scheiding trouwde hij in 1997 met het vijftien jaar jongere model Abbygale Arenas. Met haar kreeg hij een zoon.